# Bruchus nigrosinuatus
Bruchus nigrosinuatus là một loài bọ cánh cứng trong họ Bruchidae. Loài này được Allibert miêu tả khoa học năm 1847.